# Křesťanská filozofie
Křesťanská filosofie je náboženská filosofie, filosofická složka křesťanství, která úzce souvisí s křesťanskou teologií, nebo tvoří její součást (konfrontace křesťanské víry s právě vládnoucí dobovou filosofií). Jedná se o součást křesťanské kultury.
Křesťanská filosofie existuje od dob církevních otců (3. století). Ačkoliv mnozí církevní otcové filosofii zavrhovali, v církvi se prosazovala (zejména sv. Augustin). Od vrcholné scholastiky (13. století) vystupovala křesťanská filosofie jako výlev přirozeného světla a křesťanská teologie jako výlev světla nadpřirozeného. Toto rozlišení zaniklo v období humanismu a renesance, přičemž v reformaci ožilo naopak v podobě ostrého nepřátelství mezi filosofií a teologií.
Později křesťanská filosofie pokračovala v podobě (mezitím zaniklé) protestantské a katolické novoscholastiky, která z papežova podnětu z roku 1879 opět ožila v rámci neotomismu (někdy označována Philosophia perennis).